# Sherline Holness
Sherline Holness (ur. 11 lutego 1980) – kanadyjska siatkarka urodzona w Jamajce grająca jako środkowej, reprezentuje Kanadę. 
Od sezonu 2012/13 występuje w Rumunii, w drużynie CS Volei 2004 Tomis Konstanca.